# Juan Marcos Casini
Juan Marcos Casini (Córdoba, 25 maggio 1980) è un ex cestista e allenatore di pallacanestro argentino con cittadinanza italiana.

## Carriera
Ha disputato due stagioni in Serie A, rispettivamente con l'Aurora Jesi nella stagione 2004-05 e con la Pallacanestro Cantù nella stagione 2007-08. Ha anche partecipato a numerosi campionati nella seconda e terza serie nazionale italiana.

## Palmarès
- Campionato argentino: 1

Atenas Cordoba: 1998-99